# Bogdan Pătrașcu (Fußballspieler)
Bogdan Aurelian Pătrașcu (* 7. Mai 1979 in Târgoviște) ist ein ehemaliger rumänischer Fußballspieler. Der defensive Mittelfeldspieler bestritt insgesamt 115 Spiele in der rumänischen Liga 1, der bulgarischen A Grupa und der italienischen Serie A.

## Karriere
Die Karriere von Pătrașcu begann beim Bukarester Klub Sportul Studențesc, wo er im Laufe der Saison 1996/97 in den Kader der ersten Mannschaft kam und am 7. Juni 1997 sein erstes Spiel in der Divizia A bestritt. Am Ende der folgenden Spielzeit stieg er mit seinem Klub aus der höchsten rumänischen Spielklasse ab. In der Divizia B erkämpfte er sich einen Stammplatz und verpasste im Jahr 2000 als Drittplatzierter die Rückkehr ins Oberhaus.
In der Winterpause 2000/01 verließ Pătrașcu Sportul und wechselte in die bulgarische A Grupa zu Litex Lowetsch. Mit seinem neuen Klub konnte er im Jahr 2001 den bulgarischen Pokal gewinnen. Nach einem Jahr wechselte er zu Beginn des Jahres 2002 zu Piacenza Calcio in die italienische Serie A. In Piacenza konnte er sich zunächst nicht durchsetzen und stieg erst nach dem Abstieg 2003 zum Stammspieler auf. In den folgenden Jahren platzierte sich der Klub im Mittelfeld der Serie B und konnte in der Saison 2006/07 erstmals um die Spitze mitspielen, verpasste aber als Viertplatzierter die Rückkehr ins Oberhaus.
In der Spielzeit 2008/09 wurde Pătrașcu zunächst in die Serie A an Chievo Verona ausgeliehen, wo er nur auf zwei Einsätze kam. In der Rückrunde spielte er für Calcio Padova in der Serie C. Dort gelang ihm der Aufstieg. Nach der Rückkehr nach Piacenza wechselte er im August 2009 endgültig nach Padua, stieg mit dem Klub am Saisonende aber postwendend wieder ab.
Pătrașcu kehrte daraufhin nach Rumänien zu seinem früheren Klub Sportul Studențesc zurück, der gerade in die Liga 1 aufgestiegen war. Zur Winterpause 2010/11 belegte er den letzten Tabellenplatz, als Pătrașcu zum Ligakonkurrenten Dinamo Bukarest wechselte. Dort konnte er sich jedoch nicht durchsetzen und verließ den Klub in der Winterpause 2011/12 bereits wieder. Er schloss sich dem Erstligisten Astra Ploiești an. Im Sommer 2012 ging er zu Ligakonkurrent Universitatea Cluj. Diesen verließ er nach einem halben Jahr bereits wieder und heuerte bei CS Buftea in der Liga II an, das sich im Sommer 2013 in FC Academica Clinceni umbenannte. Anfang 2015 schloss er sich Ligakonkurrent CS Balotești an. Ende 2015 löste er seinen Vertrag auf und beendete seine Karriere.

### Nationalmannschaft
Pătrașcu bestritt zwei Spiele für die rumänische Fußballnationalmannschaft. Nationaltrainer Victor Pițurcă berief ihn im Februar 2006 in sein Aufgebot für ein Turnier auf Zypern, wo er im Spiel gegen Armenien am 28. Februar 2006 zu seinem ersten Länderspiel kam. Einen Tag später hatte er gegen Slowenien bereits seinen letzten Einsatz.

## Erfolge
- Bulgarischer Pokalsieger: 2001
- Aufstieg in die italienische Serie B: 2009